# Ćwiczenie doświadczalne
Ćwiczenie doświadczalne – rodzaj ćwiczenia wojskowego.

## Cele
Celem ćwiczenie doświadczalnego  może być:
- sprawdzenie słuszności założeń teoretycznych prowadzenia działań bojowych w różnorodnych warunkach terenowych i atmosferycznych,
- sprawdzenie istniejącej lub nowo wprowadzonej organizacji wojsk,
- ustalenie bardziej wydajnych i racjonalnych metod oraz form szkolenia,
- określenie stopnia przydatności nowych rodzajów techniki wojskowej.

Przedmiotem ćwiczenia doświadczalnego mogą być również zagadnienia z zakresu psychicznego i fizycznego przygotowania żołnierzy do prowadzenia przyszłych działań bojowych, ich wytrzymałości i odporności na trudne warunki współczesnego pola walki.